# Carlo Venturi
Carlo Venturi (Castiglione dei Pepoli, 12 giugno 1943 – Bologna, 16 dicembre 1986) è stato un fisarmonicista italiano.

## Biografia
Nato in una famiglia operaia (il padre era un minatore, la madre lavorava in un mulino) cominciò a suonare la fisarmonica all'età di cinque anni. Dapprima in gran parte autodidatta, si perfezionò con il professore di musica Ferdinando Moradei di Prato. All'età di 15 anni fu ingaggiato dall'orchestra folk "Ariston" di Imola, che si esibiva nelle balere della Romagna. Due anni dopo formò a Bologna, con Giulio Bonora (chitarra) e Angelo Guerra (chitarra basso), il "Trio Venturi".
Dopo il servizio militare entrò in contatto con il fisarmonicista parmense Gigi Stok: nacque subito un'amicizia e collaborazione che continuò per tutta la vita. Il duo "Venturi-Stok" si esibì in molte città italiane, riscuotendo un grandissimo successo. Ricevette numerosi premi, tra cui "Il Cavallino d'oro" e "La Ghianda d'oro" (quest'ultimo consegnato personalmente da Nilla Pizzi).
Dal 1972 si dedicò completamente alla carriera di musicista. Fondò una propria orchestra di musica da ballo, che nel 1974 arrivò a contare otto/nove elementi. Dal 1977 fu tra i principali organizzori del "Festival internazionale della fisarmonica" , a cui parteciparono molti grandi nomi di questo strumento, tra cui Wolmer Beltrami, Gigi Stok, Peppino Principe e l'americano di origine italiana Peter Soave, campione del mondo di fisarmonica classica.
Negli anni '70, mentre stava esibendosi con la sua orchestra nel dancing "Tre Laghetti" di Monzuno, incontrò Liliana Panzacchi, figlia del gestore del locale, che diventò poi sua moglie. Nel 1978 fondò la casa discografica "Bologna Folk", tramite la quale registrò molti dischi, sia suoi che di altri interpreti della musica folk, in particolare quella romagnola.
Si esibì spesso con altri famosi musicisti del liscio romagnolo, tra cui Henghel Gualdi, Learco Gianferrari, Giovanni Fenati e Iller Pataccini. Partecipò a molte trasmissioni televisive, per citarne alcune una diretta Rai da Bologna con l'orchestra del Maestro Gino Bussoli, un'altra diretta come ospite del Coro Antoniano di Bologna e il varietà musicale di Rai2 del 1974 "Vai col liscio!" (in due puntate), dove si esibì con l'Orchestra spettacolo Casadei.
Morì improvvisamente nel 1986 a 43 anni, lasciando la moglie Liliana e la figlia Barbara di undici anni.
Carlo Venturi è stato uno dei più grandi interpreti della fisarmonica. La sua tecnica e velocità di esecuzione sono ritenute quasi impareggiabili. Ciò che lo rendeva unico, secondo molti amanti della fisarmonica, era l'intensità ed espressività che riusciva ad infondere in ogni pezzo che suonava.

## Discografia
- Amarcord (B.F., BF 76029)
- 1978: Carlo Venturi e la sua fisarmonica folk (Emiliana Records, LP 5002)
- 1984: Carlo Venturi e la sua fisarmonica Vol. 1 (AirPlane, AILP 1401)
- Motivi di grandi fisarmonicisti italiani Vol. 3 (AirPlane, AILP 1403)
- A Barbara (Bologna Folk, BF/76024)
- Carlo Venturi e la sua fisarmonica (Emiliana Records, SF/3)
- Carlo Venturi e la sua fisarmonica (Emiliana Records, SF/4)
- La maxi fisarmonica di Carlo Venturi (Emiliana Records, SF/22)
- La fisarmonica insuperabile (Emiliana Records, SF/37)
- Carlo Venturi e la sua fisarmonica (Emiliana Records, LP 5028)
- Due fisarmoniche... Un'amicizia (EFG, EFG/BF 1001), con Ruggero Passarini
- Carlo Venturi e la sua fisarmonica (Bologna Records, BF-76012)

Nel 2011 la casa discografica Novalis di Rimini ha prodotto tre compact disc con i suoi maggiori successi:
- Carlo Venturi - il Fuoriclasse, con 16 brani: A Barbara (valzer), Folgorante (valzer), La zanzara (mazurka), Carioca (polka), Il corvo (valzer), La fisarmonicata (polka), Pepito (paso doble), Tango spagnolo (tango), A Francesca (valzer), Moscardino (valzer), Franca (mazurka), Ricordando papà (polka), Pietras (tango), Giuliano (valzer), La litigata (polka), Piccolo fiore (valzer musette).[1]
- Carlo Venturi - il Mito, con 16 brani: Anna (polka), Alla venturi (valzer), La guida (mazurka),  Zerbino (valzer), La peperonata (polka), Romero (tango), Gitano (tango), La sventurata (mazurka), Nino B (valzer), La bicicletta (polka), Il gigante (valzer), Teresa (polka), Pinco pallina (mazurka), Spaventata (polka), Il pettirosso (valzer), El gaucho (tango argentino).[2]
- Carlo Venturi - L'interprete, con 16 brani: Accordion tangos (tango), La pita (polka), L'erede (valzer brillante), Lo scapolo (valzer classico), Traballero (valzer brillante), Barbarella (polka), Asso di picche (valzer musette), Musette (valzer musette), Iselle (valzer musette), Faustina (polka), Rebello (valzer swing), L'infuocata (polka brillante), Fisasamba (samba), Estate pazza (mazurka variata), Vorrei sapere (tango), La mini polka (polka).[3][4]